# Michele Niggeler
Pour les articles homonymes, voir Niggeler.
Michele Niggeler (prononcé Mikélé, né le 10 mars 1992) est un escrimeur italo-suisse qui concourt à l'épée pour la Suisse.

## Biographie
Habitant à Bergame, il possède la double nationalité, Suisse par son père et Italien par sa mère mais son club est celui de Lugano dans le Tessin. Il est ingénieur en mécanique après avoir étudié au Polytechnique de Milan. Son maître d'armes est Gianni Muzio (ITA) et il est droitier. Il fait partie du tableau des 8 lors des Championnats d'Europe d'escrime 2017. Il obtient la médaille d'argent par équipes lors des mondiaux de Leipzig en juillet 2017,. Lors des Championnats du monde d'escrime 2018 à Wuxi, il remporte le titre par équipes associé à Max Heinzer, Benjamin Steffen et Lucas Malcotti. En finale, ils battent la Corée du Sud par 36 touches à 31.